# Ture Person
Ture Person (Per Fredrik Ture Person; * 23. November 1892 in Kristianstad; † 14. November 1956 in Bromma) war ein schwedischer Sprinter.
Bei den Olympischen Spielen 1912 in Stockholm gewann er mit der schwedischen Mannschaft Silber in der 4-mal-100-Meter-Staffel. Über 100 Meter schied er im Vorlauf aus, über 200 Meter erreichte er das Halbfinale.
1913 wurde er nationaler Meister über 200 Meter, 1914 über 100 und 200 Meter.

## Persönliche Bestzeiten
- 100 m: 10,8 s, 3. August 1913, Randers
- 200 m: 22,2 s, 15. Oktober 1911, Malmö